# Сонотрод
Сонотрод е инструмент, който създава ултразвукови вибрации и прилага тази вибрационна енергия към газ, течност, твърдо вещество или тъкан, при ултразвукова обработка, заваряване и смесване.
Сонотродът обикновено се състои от пиезоелектрични преобразуватели, прикрепени към работния инструмент, чийто заострен връх оперира с работния материал. С помощта на контролер към пиезоелектричните преобразуватели се подава променлив ток с ултразвукова честота. Честотата на тока е избрана да бъде резонансната честота на инструмента, така че целият сонотрод действа като полувълнов вибратор (L=λ/2) със стояща вълна. Стандартните честоти, на работа с ултразвукови сонотроди варират от 20 kHz до 70 кХц. Амплитудата на вибрациите е малка, около 13 -130 микрометра.
Сонотродите се изработват от титан, алуминий или стомана, със или без топлинна обработка (карбид). Формата на сонотрода (кръгла, квадратна, със зъби, профилирана) е оптимизирана за конкретното приложение.
Сонотродите с малък диаметър понякога се срещат като сонди.
За ултразвуково заваряване или рязане сонотродът дава енергия директно на контактната зона на заваряване, с малка дифракция. Това е полезно, когато вибрациите могат да повредят околните електронни компоненти. 